# Chinanu Onuaku
Chinanu Michael Onuaku (ur. 1 listopada 1996 w Lanham) – amerykański koszykarz, występujący na pozycjach silnego skrzydłowego oraz  środkowego, obecnie zawodnik KK Zadar.
2 sierpnia 2018 trafił do Dallas Mavericks. 4 dni później został zwolniony.
4 września 2018 podpisał umowę z Portland Trail Blazers. 13 października został zwolniony.
14 października 2020 dołączył do chorwackiego KK Zadar.

## Osiągnięcia
Stan na 14 lutego 2021, na podstawie, o ile nie zaznaczono inaczej.
NCAA
- Uczestnik rozgrywek NCAA Elite Eight (2015)
- Zaliczony do:
  - składu All-ACC Honorable Mention (2016)
  - I składu defensywnego ACC (2016)

Drużynowe
- Zdobywca Pucharu Chorwacji (2021)[8]

Indywidualne
- MVP Pucharu Chorwacji (2021)[9]

Reprezentacja
- Mistrz świata U–19 (2015)